# Coupelle-Neuve
Coupelle-Neuve – miejscowość i gmina we Francji, w regionie Hauts-de-France, w departamencie Pas-de-Calais.
Według danych na rok 1990 gminę zamieszkiwało 139 osób, a gęstość zaludnienia wynosiła 31 osób/km² (wśród 1549 gmin regionu Nord-Pas-de-Calais Coupelle-Neuve plasuje się na 1067. miejscu pod względem liczby ludności, natomiast pod względem powierzchni na miejscu 726).